# Bastarden
Bastarden är en dansk historisk och biografisk dramafilm från 2023. Filmen är regisserad av Nikolaj Arcel, och dess manus har skrivits av Arcel, Anders Thomas Jensen och Ida Jessen. Manuset bygget på Ida Jessens roman Kaptajnen og Ann Barbara.
Filmen hade världspremiär på Filmfestivalen i Venedig den 1 september 2023. Den hade biopremiär i Sverige den 16 februari 2024, utgiven av Nordisk Film.
Filmen tilldelades Bodilpriset år 2023 i kategorierna bästa danska film, bästa manliga huvudroll och bästa fotograf.

## Handling
Filmen utspelar sig i Danmark under 1700-talet, och kretsar kring en kapten som efter många år i krig bestämmer sig för att bli jordbrukare. Marken anses i det närmaste obrukbar, men den danske kungen har utlovat både pengar och ära till den som lyckas.

## Rollista (i urval)
- Mads Mikkelsen – Ludvig Kahlen
- Amanda Collin – Ann Barbara
- Simon Bennebjerg – Frederik de Schinkel
- Melina Hagberg – Anmai Mus
- Kristine Kujath Thorp – Edel Helene
- Gustav Lindh – Anton Eklund
- Morten Hee Andersen – Johannes Eriksen
- Thomas W. Gabrielsson – Bondo
- Magnus Krepper – Hector
- Søren Malling – Paulli